# Монрад, Маркус Якоб
Маркус Якоб Монрад (1816—1897) — норвежский философ, профессор в Христиании.
Сочинения его: «Philosophisk Propädeutik» (1849; 4 изд. 1882), «Psychologie» (1850; 5 изд. 1892), «Ethik» (1851; 4 изд. 1885), «Aesthetik» (1889—90), «Tolv Foreläsninger om het Skjönne» (1859, 2 изд. 1873), «Tankeretninger i den nyere Tid» (1874; 2 изд., 1883; немецкий перевод, Бонн, 1879), «Kunstretninger» (1883), «Religion, Religioner og Christendom» (1885), «Tro og Viden» (1892).
Монрад — умеренный гегельянец. Исходя из той мысли, что жизнь состоит в постоянном преодолении и примирении противоположностей, он борется против крайнего разъединения между верой и знанием; вера, по его мнению, предвосхищает бесконечную цель, к которой стремится наука, постоянно находящаяся в переходном состоянии и никогда не являющаяся завершенной. Позитивизм он признает необходимым моментом в развитии идеи, подлежащим уничтожению и представляющим только момент самозабвения идеи. Как долго будет продолжаться позитивный период, рассчитать нельзя.
Сын — философ и теолог Улаф Монрад. Внучки — певица и актрисы Калли Монрад и Янне Монрад (1885—1964).

## Сочинения
- Das Ding an sich als noumenon. In: Archiv für systematische Philosophie 9 (1897) (Online-Fassung)
- Die menschliche Willensfreiheit und das Böse, Leipzig 1838
- Idee und Persönlichkeit. In: Archiv für systematische Philosophie 2 (1896), S. 174—206
- Hamlet und kein Ende, o. O. 1878
- Denkrichtungen der neueren Zeit, Bonn 1879
- Die Mysterien des Christentums vom Gesichtspunkte der Vernunft betrachtet, Leipzig 1896